# Sistema Nacional de Preservación de Áreas Salvajes de los Estados Unidos

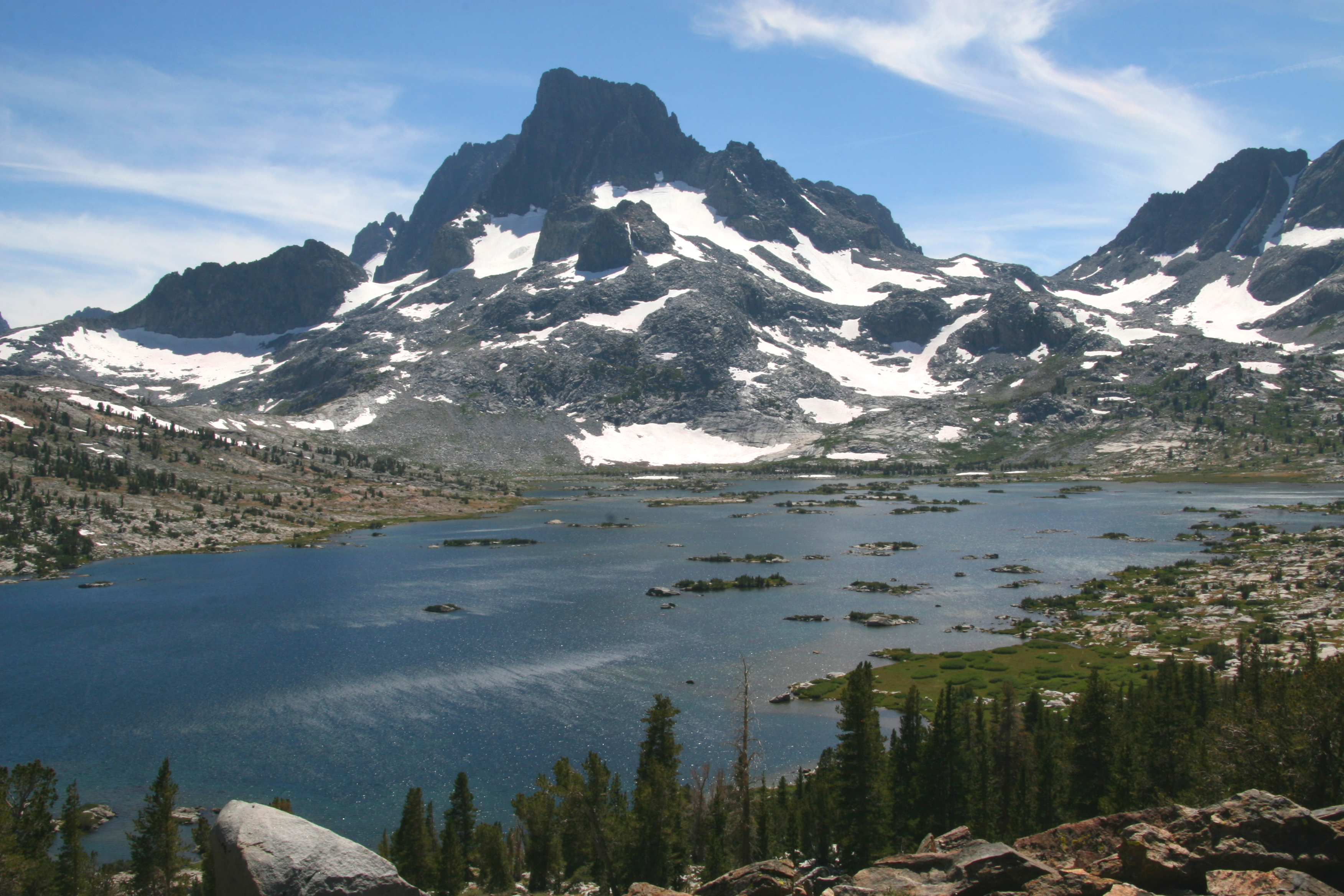
La Ley de Áreas Salvajes protege las áreas inalteradas excepcionales, tanto natural como paisajísticamente, como el área salvaje Ansel Adams.

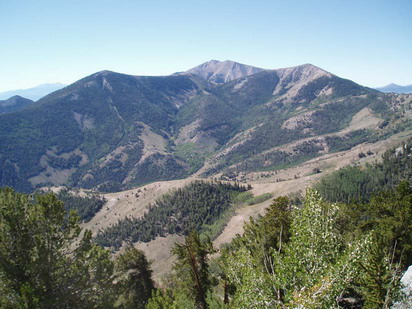
La recientemente designada área salvaje High Schells, en Nevada.

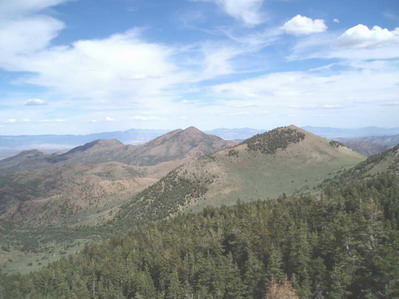
La recientemente designada área salvaje Red Mountain, en Nevada.

El Sistema Nacional de Preservación de Áreas Salvajes de los Estados Unidos (en inglés: US National Wilderness Preservation System, o NWPS) es un sistema federal de áreas protegidas de los Estados Unidos caracterizadas por su estado natural salvaje (o virgen o intacto), sin alteración por la acción del hombre, que con su designación se quieren conservar en tal estado natural. Las áreas salvajes son gestionadas por cuatro agencias de gestión de tierras federales: el Servicio Nacional de Parques (National Park Service, NPS), el Servicio Forestal de Estados Unidos (United States Forest Service, USFS), el Servicio de Pesca y Vida Salvaje (United States Fish and Wildlife Service, USFWS) y la Oficina de Administración de Tierras (Bureau of Land Management, BLM).
Las actividades en las áreas salvajes designadas formalmente son coordinadas por el Sistema Nacional de Preservación de Áreas Silvestres. El término «salvaje» se define como «un área donde la tierra y la comunidad de la vida son sin trabas por el hombre, donde el hombre mismo es un visitante que no permanece» y «un área de tierra federal sin desarrollar conservando su carácter primigenio e influencia, sin mejoras permanentes o habitación humana, que se protege y maneja para preservar sus condiciones naturales».
En diciembre de 2015, hay designadas 765 áreas salvajes, con un total de 44 317 545 ha, o alrededor del 4,5% de la superficie de los Estados Unidos.
Las áreas salvajes entran en la categoría I (estricta naturaleza) o Ib (áreas salvajes) de las áreas protegidas de la Unión Internacional para la Conservación de la Naturaleza (UICN).

## Historia
Durante los años 1950 y 1960, cuando las redes de transporte estadounidenses experimentaron un gran desarrollo, comenzó a crecer la preocupación por la calidad del aire y de las aguas y surgió un movimiento de conservación con la intención de establecer áreas salvajes designadas. Howard Zahniser creó el primer borrador de la «Ley de Áreas Salvajes» (Wilderness Act) en 1956. Llevó nueve años y 65 reescrituras antes de que esa Ley de Áreas Salvajes (Wilderness Act of 1964, Ley Pública 88-577), fuese firmada el 3 de septiembre de 1964 como ley por el presidente Lyndon B. Johnson y se estableciese el NWPS. La Ley requirió al Servicio de Parques Nacionales, al Servicio Forestal y al Servicio de Pesca y Vida Salvaje que revisasen todas las tierras federales bajo su jurisdicción para incluir en el NWPS las áreas salvajes. El The Great Swamp Nueva Jersey se convirtió en el primer refugio salvaje (wilderness) designado formalmente en los Estados Unidos. Había sido declarado refugio nacional de vida salvaje (National Wildlife Refuge) el 3 de noviembre de 1960, y había sido declarado hito natural nacional (National Natural Landmark) en 1966, pero el estatus de salvaje (wilderness) le fue otorgado en 1968.
La Oficina de Administración de Tierras no estaba obligada a revisar sus tierras para su inclusión en el NWPS hasta después del 21 de octubre de 1976, cuando la «Ley Federal de Política de Suelo y Gestión de 1976» (Federal Land Policy and Management Act of 1976) se convirtió en ley. Esta Ley fue diseñada «para establecer la política de tierras públicas; para establecer directrices para su administración; para prever la gestión, protección, desarrollo y mejora de las tierras públicas; y para otros fines». Clarificó los latifundios de la BLM. También fijó un plazo de quince años desde el 21 de octubre de 1976, para que la Secretaría de Interior revisase las tierras para su consideración como áreas salvajes, y que informase al Presidente el 1 de julio de 1980, con recomendaciones sobre aquellas áreas «formalmente identificadas como naturales o áreas primitivas» antes del 1 de noviembre de 1975. La fecha límite de 1980 puede haber contribuido a la drástica alza de la superficie salvaje añadida ese año, al igual que a la enorme superficie añadida por la Ley de Conservación de Tierras de Interés Nacional de Alaska (Alaska National Interest Lands Conservation Act), que fue firmada como ley el 2 de diciembre de 1980. El resultado neto ha sido la creación de cientos de áreas salvajes dentro de las tierras administradas por la BLM, que consta de aproximadamente 3 520 000 ha).

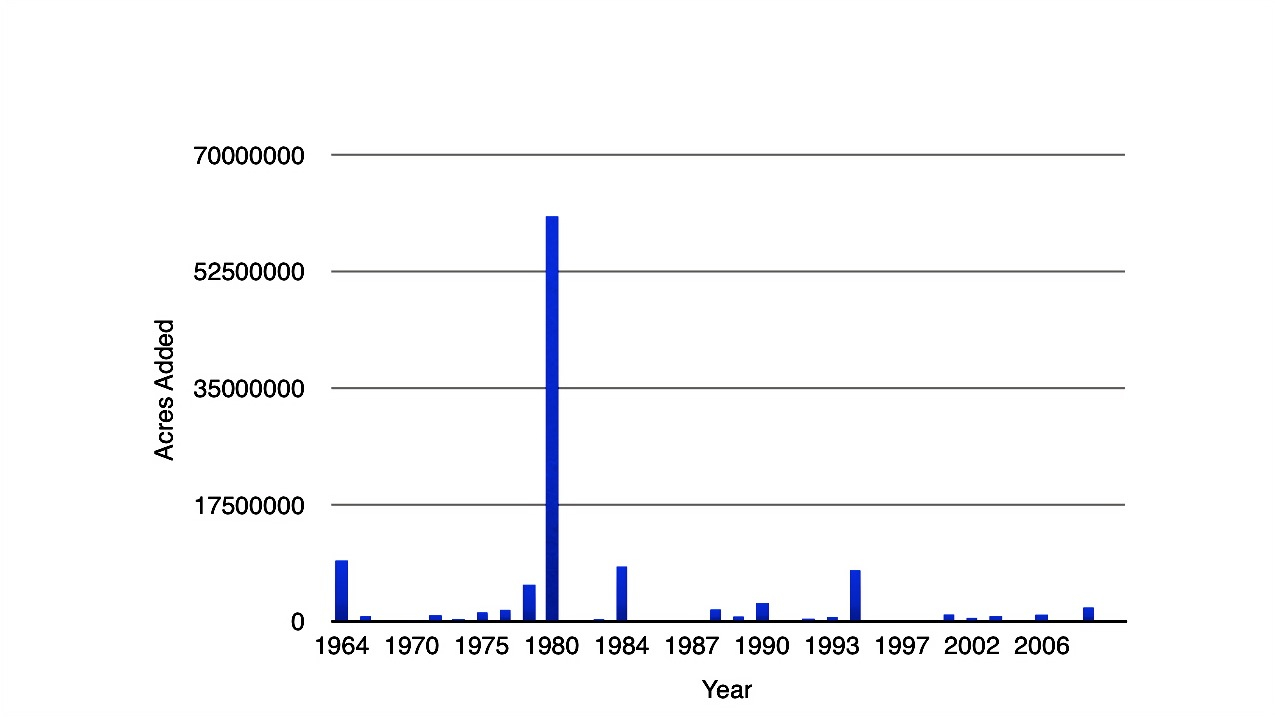
Acres de áreas salvajes añadidos por año

El Sistema originalmente creó 34 áreas salvajes en zonas ya protegidas dentro de las propiedades bajo administración federal y comprendía unos 37 000 km². En agosto de 2008, en el Sistema había un total de 704 áreas salvajes que comprendían 435 098 km², que aproximadamente suponían el 5% de la totalidad de los Estados Unidos, aunque sólo alrededor del 2,5% de los 48 estados contiguos.
Con la aprobación de la Ley Omnibus de Tierras Públicas (Omnibus Public Lands Act) en marzo de 2009 había 756 áreas salvajes. Desde entonces, se han añadido dos áreas adicionales más al NWPS: Área salvaje Cordal Elkhorn (Elkhorn Ridge Wilderness, 13 de enero de 2011) y Área salvaje Dunas Sleeping Bear (Sleeping Bear Dunes Wilderness, 13 de marzo de 2014). El 2 de junio, 2710 ha de áreas salvajes potenciales fueron designadas y se añadieron al Área salvaje Congaree. Existen áreas salvajes en todos los estados, excepto Connecticut, Delaware, Iowa, Kansas, Maryland y Rhode Island.

## El sistema de los Estados Unidos
En tierras federales, el Congreso de los Estados Unidos puede designar un área como «área salvaje» (wilderness) en virtud de las disposiciones de la «Ley de Áreas Salvajes» de 1964. Varias agencias, incluyendo la Oficina de Administración de Tierras, el Servicio de Parques Nacionales, el Servicio de Pesca y Vida Salvaje, el Servicio Forestal de Estados Unidos, entre otras, son las responsables de la presentación de las nuevas áreas que se ajusten a los criterios ante el Congreso, que las revisa estado a estado y determina qué zonas y la cantidad de tierra de cada zona que se convertirán en parte del NWPS. En varias ocasiones el Congreso ha designado más tierras federales que las recomendadas por la agencia para su nominación. Aunque la Ley de Áreas Salvajes estipula que un área salvaje debe ser «administrada para el uso y disfrute del pueblo estadounidense de tal manera que las dejará intactas para su uso y disfrute futuros como área salvaje», la Ley de Áreas Salvajes del Este (Eastern Wilderness Act), que agregó 16 áreas de bosques nacionales al NWPS, permitió la inclusión de áreas que habían sido severamente modificadas por la interferencia humana.
La Ley de Áreas Salvajes establece los criterios para las tierras que se quieran designar salvajes y sean incluidas en el NWPS. Aunque hay algunas excepciones, esas condiciones deben estar todas presentes y son:
- (1) la tierra debe de ser de propiedad y gestión federal;
- (2) el área tendrá al menos cinco mil acres de tierra;
- (3) la influencia humana será «sustancialmente imperceptible» (“substantially unnoticeable“);
- (4) hay oportunidades para la soledad (solitude) y la recreación, y
- (5) la zona poseerá «características ecológicas, geológicas u otras de valor científico, educativo, paisajístico o histórico».[14][2]

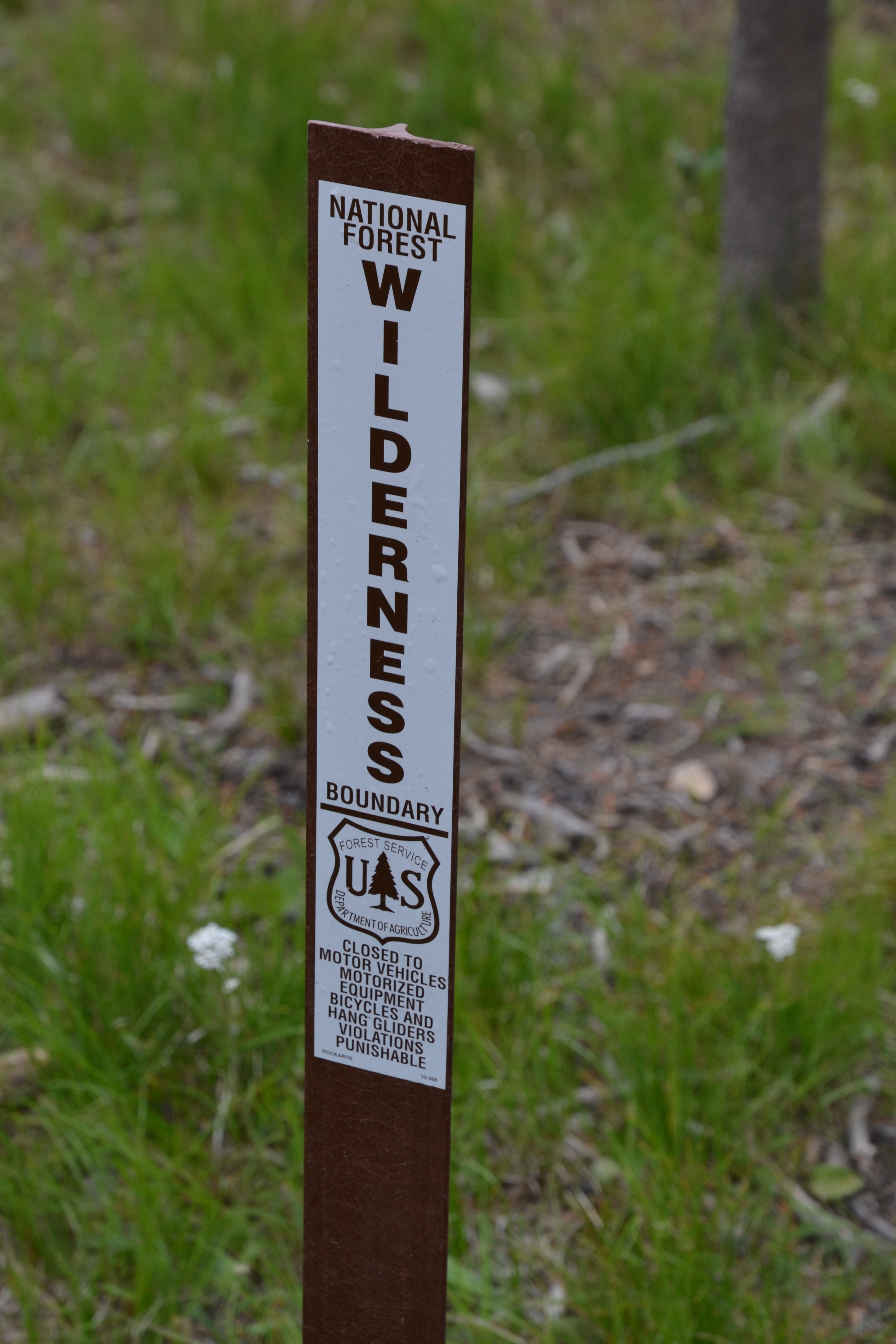
Marcador de área salvaje en Idaho

Las áreas salvajes están sujetas a restricciones específicas de gestión y las actividades humanas se limitan a los usos recreativos no motorizados (como mochilero, caza, pesca, paseos a caballo, etc), la investigación científica y otras actividades no invasivas. Durante estas actividades, a los patronos se les pide cumplir la política «Leave No Trace» [No deje rastro]. Esta política establece las directrices para el uso de las áreas salvajes de manera responsable y obliga a salir de la zona dejándola como estaba antes de su uso. Esas directrices son: embalaje de toda la basura fuera del área salvaje, utilizando una estufa en lugar de fuegos, acampadas por lo menos a 200 pies (61 m) de senderos o fuentes de agua, permanecer en los senderos marcados, y mantener el tamaño de los grupos pequeños. Cuando se observa de cerca, el ethos de "Leave No Trace" asegura que las áreas salvajes siguen estando incontaminadas por la interacción humana. En general, la ley prohíbe la tala, la minería, los medios mecánicos (incluidas las bicicletas), la apertura de carreteras y otras formas de desarrollo, aunque las concesiones mineras preexistentes y algún rango de pastoreo están permitidos a través de cláusulas de abuelo (grandfather clauses) en la Ley de zonas salvajes. Una excepción especial a la regla de «ningún equipo mecanizado» ("no mechanized equipment") se hizo para las áreas salvajes de Alaska, donde está permitido el uso limitado de vehículos motorizados así como la construcción de cabañas y la práctica de la acuicultura. Estas excepciones se permiten debido a la gran cantidad de área salvaje en Alaska y a las preocupaciones sobre la subsistencia de los usuarios, incluidos los nativos de Alaska.
Las áreas salvajes son parte de parques nacionales, refugios de vida salvaje, bosques nacionales y del dominio público, y pueden incluir tierras en varias unidades diferentes gestionadas por diferentes agencias. Inicialmente, el NWPS incluyó 34 áreas de protección de 37 000 km² en los bosques nacionales. Hoy en día, hay 757 áreas salvajes en el NWPS, preservando 443 179,2 km². Esto es aproximadamente el 5% de la totalidad de Estados Unidos, aunque sólo alrededor del 2,7% de los 48 estados contiguos. Los estados con el mayor número de áreas silvestres son California, Arizona, Nevada, Alaska y Oregón. Sin embargo, cuando se mide en acres la lista cambia, ya que Alaska tiene muchas de las áreas protegidas más grandes. En términos de hectáreas totales, Alaska, California, Arizona, Idaho y Washington son los cinco estados principales en áreas salvajes. Existen áreas salvajes en todos los estados, excepto Connecticut, Delaware, Iowa, Kansas, Maryland y Rhode Island.
La mayoría de las áreas salvajes de Estados Unidos se encuentran en bosques nacionales, pero la mayoría es administrada por el Servicio de Parques Nacionales. El complejo contiguo más grande de áreas salvajes en los Estados Unidos está en Alaska, formado por el área salvaje Noatak y el área salvaje Puertas del Ártico, y tiene 51 570,42 km². El área salvaje mayor fuera de Alaska es el área salvaje Valle de la Muerte, en el sureste de California. El área protegida más pequeña del WPS es la Wilderness Pelican Island en el norte de Florida, que tiene sólo 2,4 ha. Anteriormente, el área más pequeña era Rocks and Islands Wilderness en el norte de California, 2,0 ha, pero después de una nueva evaluación de la Oficina de Administración de Tierras en 2006 se amplió oficialmente a 7,7 ha.
El 30 de marzo de 2009, el presidente Barack Obama firmó la Ley Omnibus de Ley de Gestión de Tierras Públicas de 2009 (Omnibus Public Land Management Act of 2009). La legislación designó unas adicionales 810 000 hectáreas en nueve estados como áreas salvajes, que representa la mayor expansión de tierras salvajes en más de 25 años.
El Sistema coordina las actividades de naturaleza salvaje de las cuatro agencias federales: Bureau of Land Management, Servicio Forestal de los EE. UU. (U.S. Forest Service), Servicio de Parques Nacionales y Servicio de Pesca y Vida Salvaje (U.S. Fish and Wildlife Service). Algunos gobiernos estatales y tribales también designan áreas salvajes bajo su propia autoridad y de acuerdo a las leyes locales. No se trata de zonas federales y la naturaleza exacta de la protección pueden diferir de las leyes federales.

## Los esfuerzos internacionales
El 7 de noviembre de 2009 los Estados Unidos, Canadá y México acordaron un «Memorándum de Entendimiento sobre Cooperación para la Conservación de Áreas Salvajes» (Memorandum of Understanding on Cooperation for Wilderness Conservation) y se creó una nueva entidad, el Comité Intergubernamental de América del Norte sobre Cooperación para la Conservación de las Áreas Protegidas y Salvajes (North American Intergovernmental Committee on Cooperation for Wilderness and Protected Areas Conservation) para agilizar la comunicación abierta entre los organismos internacionales con el fin de preservar las áreas salvajes. Este comité se formó para ganar la penetración en los beneficios de la conservación de las áreas salvajes, establecer canales abiertos de comunicación entre los organismos internacionales y examinar las diferencias y similitudes culturales detrás de los esfuerzos de conservación en cada país. Dentro del sistema de los Estados Unidos, todos las agencias responsables de la conservación de las áreas salvajes trabajarán en cooperación con sus contrapartes internacionales para determinar el futuro tanto del sistema estadounidense como los esfuerzos de conservación en América del Norte como un conjunto.

## Preservación de las áreas salvajes

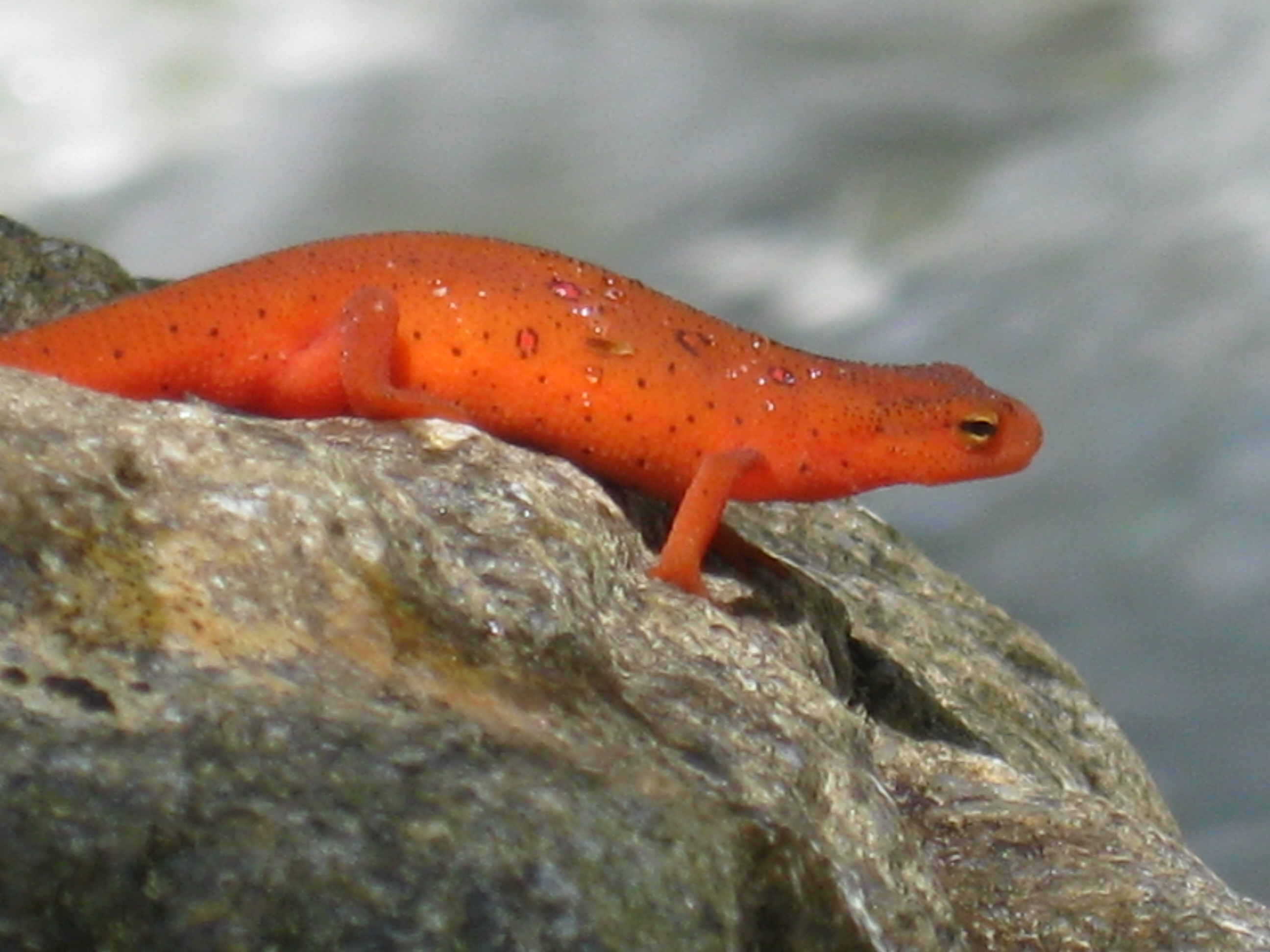
Anfibios, como esta salamandra en el Cohutta Wilderness de North Georgia, están entre los muchos tipos de fauna protegidas por el NWPS.

Uno de los principales objetivos del Sistema de Preservación de Áreas Salvajes es proporcionar hábitats no desarrollados para las especies amenazadas o especies en peligro de extinción. Muchas de las especies que se encuentran en los Estados Unidos están representadas en las áreas salvajes. Hay 261 ecosistemas básicos en los EE. UU., y 157 de ellos están representados en el sistema. Con el 60% de todos los ecosistemas protegidos por el NWPS, gran parte de la vida salvaje en los EE. UU. también tiene un área en el que existe sin interacción humana significativa.
A finales de 2011, se solicitó una revisión completa de las áreas salvajes de la llanura costera del refugio ártico (Arctic Refuge Coastal Plain) de Alaska. Uno de los principales requisitos para que esta área sea considerada como una posible área salvaje, es su diversa población de vida salvaje, mucha de ella en la lista de especies en peligro de extinción. Solo en esta potencial área salvaje se encuentran, por lo menos una parte del año, ballenas, focas, lobos, osos polares, osos pardos, bueyes almizcleros, caribús y más de 200 especies de aves migratorias. Esta gran variedad de flora y fauna es una consideración importante para la adición al sistema de conservación de áreas salvajes.

## Leyes y políticas
Miles de leyes y políticas han ayudado a formar y administrar el Sistema Nacional de Preservación de Áreas Salvajes en los Estados Unidos. Las siguientes leyes del Congreso bien afectan directamente al sistema de áreas salvajes o bien ayudan a la gerencia de esas áreas.
- Ley General de Minería de 1872 (General Mining Act of 1872). Esta Ley declara las tierras públicas gratuitas y abiertas para la exploración mineral y la ocupación. Los procedimientos para las concesiones mineras y las operaciones se establecen en esta ley, así como la gestión de los espacios vírgenes que tienen minerales y otros recursos naturales.

- Ley de Antigüedades de 1906 (Antiquities Act of 1906), la Ley Nacional para la Conservación Histórica de 1966 (National Historic Preservation Act of 1966) y la Ley de Protección de los Recursos Arqueológicos de 1979 (Archaeological Resources Protection Act of 1979). Estas leyes ayudan a proteger y administrar los recursos del patrimonio en tierras federales. También ayudan en la conservación de áreas naturales y públicas valiosas con el fin de proteger los objetos de interés histórico y científico.

- Ley Orgánica del Servicio de Parques Nacionales (National Park Service Organic Act). Esta Ley fue establecida en 1916 por el Servicio de Parques Nacionales y se promulgó para conservar el paisaje, la vida salvaje, y tanto los objetos naturales e históricos para el disfrute del público estadounidense.

- Wilderness Act. Esta Ley, que fue aprobada en 1964, clasificó y protegió 54 áreas salvajes (alrededor de 9,1 millones de acres) y estableció un sistema de adición de nuevas tierras al Sistema Nacional de Preservación de Áreas Salvajes. También permitió que la jurisdicción sobre estas áreas salvajes recayese en el Servicio Forestal, el Servicio de Parques Nacionales, o el Servicio de Pesca y Vida Salvaje. La Ley también establece prohibiciones sobre vehículos motorizados y mecanizados, sobre la extracción de madera y otros medios de desarrollo en estas áreas.

- Ley de Política Ambiental Nacional (National Environmental Policy Act, 1970, 1975, 1982) Esta ley requiere que las agencias federales consideren y evalúen los impactos ambientales de las acciones propuestas. También requiere que las agencias identifiquen los impactos ambientales que son inevitables y evalúen todos los recursos en el área antes de comprometerse a una acción propuesta. Esta ley ordena a las agencias federales preparar y presentar declaraciones de impacto ambiental (Environmental Impact Statements) antes de su desarrollo en las tierras públicas.

- Clean Air Act (1963, 1966, 1973, 1977, 1990). Esta Ley establece los estándares y normas de salud y bienestar humanos. Estableció las áreas de Clase I que para que fuesen áreas salvajes debían de tener al menos 5.000 acres (2.000 ha) y que los parques nacionales serían mayores de 6.000 acres (2400 ha) que existía en 1977.. Esta designación da a estas zonas protección especial frente a la degradación de la calidad del aire por contaminación causada por la acción humana. Esta Ley también exige a los Estados elaborar y aplicar planes para reducir la neblina a niveles naturales para el año 2064 y exige un seguimiento exhaustivo de los valores relacionados con la calidad del aire (visibilidad, flora, fauna, suelo y agua) en todo el país.

- Clean Water Act (1948, 1972, 1977, 1987) Esta Ley tiene por objeto la protección de las aguas saludables y restaurar las no saludables. Establece la estructura de la regulación de los contaminantes que se descargan en el agua y la regulación de las normas de calidad de las aguas en los Estados Unidos. Estableció normas de control de la contaminación y declaró ilegal el vertido de contaminantes en las aguas alrededor de los EE. UU. sin un permiso.

- Ley de Especies en Peligro (Endangered Species Act (1973, 1978, 1982) Establece un programa para proteger las plantas y animales que están amenazados de extinción. La Ley reconoce ciertas plantas y animales y establece procedimientos específicos para agregar una nueva especie a la lista en peligro de extinción bajo un estatus de protección. También establece programas con los estados de los EE. UU., así como las sanciones civiles por la violación de esta ley.

- Ley de Conservación de Tierras de Interés Nacional de Alaska (Alaska National Interest Lands Conservation Act, 1980). Esta Ley se dispuso específicamente para la designación y la conservación de las tierras públicas en Alaska. Añadió cerca de 110 000 km²) al Sistema Nacional de Preservación de Áreas Salvajes junto con varios ríos salvajes y paisajísticos. Con esta Ley, el Congreso esperaba preservar las zonas árticas no alteradas, así como la tundra, los bosques boreales y los ecosistemas del bosque tropical costeros. También ayudó a proteger los hábitats de vida salvaje de especies que dependen de grandes áreas no desarrolladas de tierra.

## Agencias de gestión

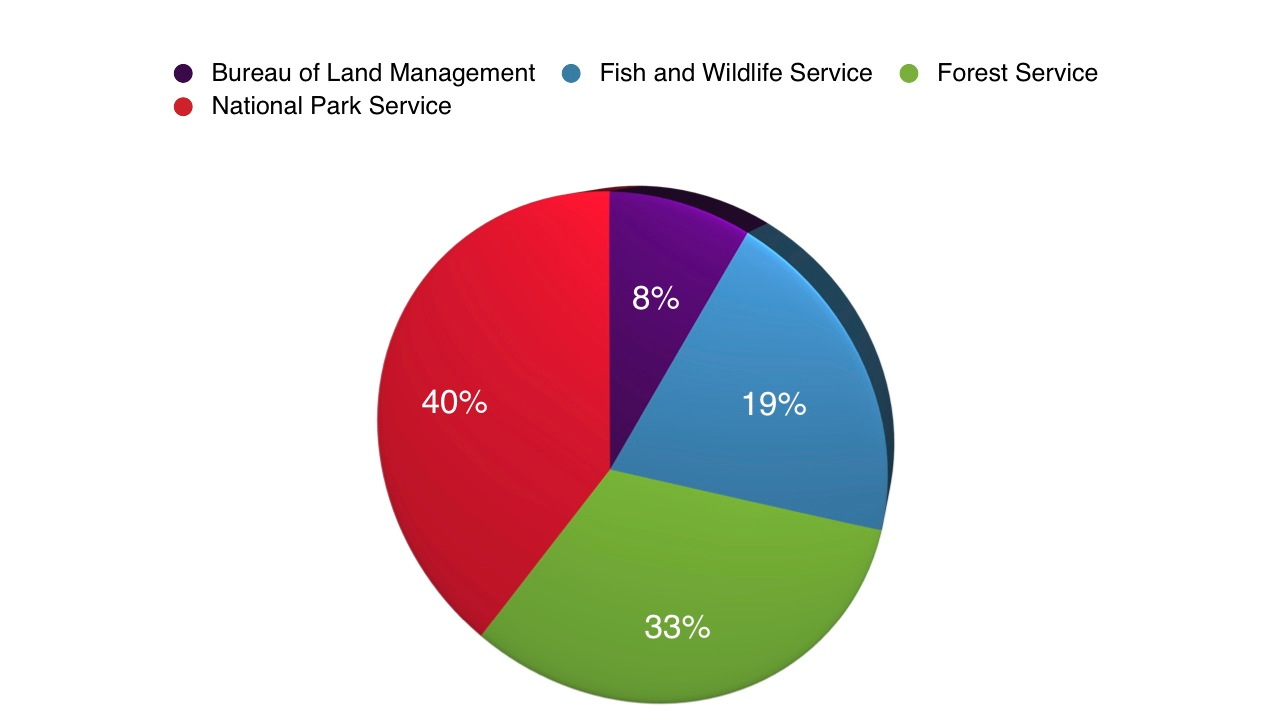
Acres gestionada por cada Agencia

- Servicio de Parques Nacionales (National Park Service)

Establecida en 1916, esta agencia ayuda a proteger casi 400 parques nacionales. También ayuda a las tribus locales y los gobiernos, así como a organizaciones sin fines de lucro y empresas, mediante la preservación de la historia local y la revitalización de las comunidades..
- Servicio Forestal de los EE. UU. (United States Forest Service|U.S. Forest Service)

Establecida en 1905, esta agencia gestiona las tierras públicas en bosques o praderas nacionales, que incluye alrededor de 780 000 km² de la tierra.
- Servicio de Pesca y Vida Salvaje de los EE. UU. (United States Fish and Wildlife Service, USFWS)

Establecida en 1940, esta agencia gestiona 610 000 km² del Sistema Nacional de Refugios de Vida Salvaje (National Wildlife Refuge System), así como miles de pequeños humedales y otras zonas especiales de tierra. Algunas de sus contribuciones son: la protección y la conservación de especies en peligro y sus hábitats de vida salvaje y hacer cumplir las leyes federales de vida salvaje.
- Oficina de Administración de Tierras (Bureau of Land Management)

Este organismo del Sistema de conservación de paisajes nacionales (National Landscape Conservation System, NLCS) incluye más de 886 áreas reconocidas por el gobierno federal y más de 110 000 km² de tierra en los EE. UU. Tiene por objeto proteger los espacios naturales, así como los ríos salvajes y paisajísticos (wild and scenic rivers), monumentos nacionales y rutas históricas (historic trails). Protege los sitios culturales y muchas preservas indias de los estados del oeste. La misión de la NLCS es «conservar, proteger y restaurar paisajes de importancia nacional que son reconocidos por sus sobresalientes valores culturales, ecológicos y científicos».

## Contrapartes a nivel de Estado
Algunos estados de los Estados Unidos han creado programas de preservación de las áreas salvajes basándose en el NWPS.
- Maryland Wildlands Preservation System
- California Wilderness Preservation System
- Mission Mountains Wilderness